# جایزه بزرگ اسپانیا ۱۹۷۳
جایزه بزرگ اسپانیا ۱۹۷۳ (انگلیسی: ‎1973 Spanish Grand Prix‎) یک مسابقهٔ موتوری در رشتهٔ اتومبیل‌رانی فرمول یک بود که در تاریخ ۲۹ آوریل ۱۹۷۳ در پیست مونجوییک واقع در مونجوییک، بارسلون، کاتالونیا، اسپانیا برگزار شد. این گراند پری در میان ۱۵ گراند پری در فصل ۱۹۷۳، مسابقهٔ شمارهٔ ۴ بود.
در این مسابقه که در ۷۵ دور و به مسافت ۲۸۴٫۳۲۵ کیلومتر (۱۷۶٫۶۷۱ مایل) برگزار شد، پول پوزیشن توسط رونی پیترسن کسب شد و سریع‌ترین زمان برای طی یک دور پیست که برابر با ۱:۲۳٫۸ بود نیز توسط رونی پیترسن به ثبت رسید.
امرسون فیتیپالدی از تیم لوتوس-فورد، فرانسوا سورت از تیم تایرل-فورد و جورج فولمر از تیم شدو-فورد به‌ترتیب مقام‌های اول تا سوم مسابقه را کسب کردند.

## رده‌بندی قهرمانی پس از مسابقه
|       | جایگاه | راننده           | امتیاز |
| ----- | ------ | ---------------- | ------ |
|       | ۱      | امرسون فیتیپالدی | ۳۱     |
|       | ۲      | جکی استوارت      | ۱۹     |
| ۲     | ۳      | فرانسوا سورت     | ۱۲     |
|       | ۴      | پیتر روسون       | ۹      |
| ۲     | ۵      | دنی هیولم        | ۹      |
| منبع: |        |                  |        |

|       | جایگاه | سازنده      | امتیاز |
| ----- | ------ | ----------- | ------ |
|       | ۱      | لوتوس-فورد  | ۳۱     |
|       | ۲      | تایرل-فورد  | ۲۷     |
|       | ۳      | مک‌لارن-فورد | ۱۵     |
|       | ۴      | فراری       | ۹      |
| ۲     | ۵      | شدو-فورد    | ۵      |
| منبع: |        |             |        |

یادداشت
- تنها پنج جایگاه نخست از هر رده‌بندی نمایش داده شده‌است.